# نيكولاس أبيرت

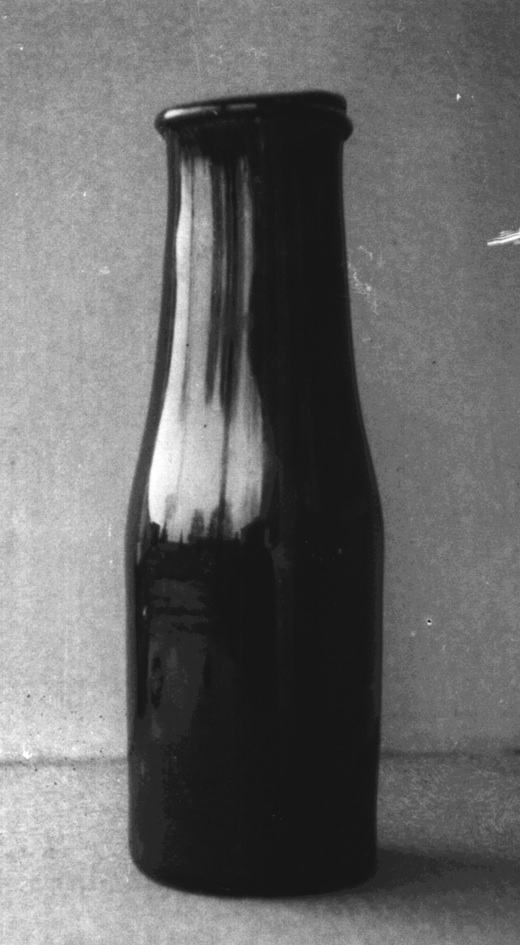
زجاجة تعليب كان يستخدمها أبيرت

نيكولاس أبيرت (بالفرنسية: Nicolas Appert ola)‏ كان طباخاً فرنسياً في باريس ورئيس للطباخين في الفترة من 1784 إلى 1795، وهو أيضاً صانع حلوى، اشتهر بسبب اكتشافة طريقة يستطيع فيها حفظ الأغذية الغذائية في علب زجاجية والتي تطورت فيما بعد على مر السنين.

## روابط خارجية
- نيكولاس أبيرت على موقع الموسوعة البريطانية (الإنجليزية)
- نيكولاس أبيرت على موقع إن إن دي بي (الإنجليزية)